# 孫治 (杭州)
孫治（1619年—1683年），字宇台，一字鉴庵，清朝浙江杭州府仁和县人。
孫治诸生出身，以著述称于时，其文刻意摹古，精于京氏《易》。孙治与陈子龙、陆圻、丁澎、柴绍炳、毛先舒、张丹、吴百朋、沈谦、虞黄昊，号称“西泠十子”。以重友谊称著。陆圻的弟弟陆培，以孤女托付给他择婿，孫治以吴任臣为陆氏的夫婿。及立嗣，又以甥女相嫁。有《鉴庵集》。

## 外部來源
- 《清史稿》卷四百八十四 列传二百七十一 文苑一